# Aberație cromozomală
Aberațiile cromozomiale sunt modificări, produse în cadrul structurii cromozomilor, formate în cadrul mitozei sau meiozei.
Constau în modificarea numărului sau formei cromozomilor și care poate conduce la apariția unor boli, numite cromozomiale, care se transmit ereditar.
După cum interesează, cele 22 de perechi de cromozomi nesexuali (autozomi) sau perechi de cromozomi sexuali, există aberații autozomiale sau heterozomiale.
În locul perechii normale de cromozomi (disomie) se poate întâlni un singur cromozom (monosomie) sau trei sau mai mulți cromozomi (trisomie, polisomie). Trisomia perechii 21 se întâlnește în idioția mongoloidă sau boala lui Langdon-Down, una dintre cele mai frecvente boli autozomale.
Anomaliile heterozomiale sunt asociate cu tulburări ale dezvoltării corporale, cu sterilitate la ambele sexe, fenomene de intersexualitate, dezvoltare intelectuală redusă (boala Klinefelter sau masculinizarea femeii, boala Turner sau feminizarea bărbatului, pseudohermafroditismul feminin).
Aberațiile cromozomiale pot fi parțial remediate prin tratament hormonal sau chirurgical.

## Tipuri de aberații

### Autozomale
Aberatii cromozomiale autozomale sunt:
- Monosomiile
- Trisomiile
  - Sindrom Down

### Heterozomale
- Sindrom Turner
- Sindrom Klinefelter